# Біпризма

Біпризма

Біпри́зма (двопризма) — подвійна призма, виготовлена із скла у вигляді призми з тупим кутом, близьким до 180°. Біпризми застосовують у фотометричних приладах для розділення пучків світла та одержання тонкої лінії поділу порівнюваних полів.
Біпризмою також користуються для  розділення  світла, джерелом якого є щілина, паралельна ребру біпризми (див. ілюстрацію), на два когерентні; внаслідок взаємодії пучків, що нібито виходять із точок S1 і S2, виникає інтерференція світла.